# Везиров мост (Црна Гора)
Везиров мост је бивши мост на ријеци Морачи код Подгорице, на тлу данашње Црне Горе.
Нацисти су га минирали 1944. при одступању из Подгорице, а након Другог свјетског рата комунистичке власти га нису реконстуисале, него су на истом мјесту изградили нови мост и дали му име Mост Вака Ђуровића (по комунистичком хероју, Василију Ђуровићу). Од првобитног изгледа моста није остало ништа. Могући градитељ моста је био Мехмед-паша Соколовић у 16. вијеку. Дуго је био једини подгорички мост, све до 1938. и изградње жељезничког моста. Везиров мост је имао 3 лука, један већи и два мања. На обје стране моста су биле стражарске куле које су чувале мост и улаз у Подгорицу од околних брђанских и црногорских племена.
По предању, Мехмед паша Соколовић га је подигао од плијена који је задобио против Црногораца. Предање није сасвим тачно, јер се тада још нико не именује црногорским именом. Тесани камен је анонимни градитељ везивао вапном од пијеска и јаја да би био што трајнији и тако вијековима чувао везиров спомен. По другим теоријама могао га је изградити и Махмуд-паша Бушатлија што је мање вјероватно јер он гине 1796. а мост је, изгледа, ту стајао и читав вијек раније. Спомен везирове титуле као градитеља моста, из периода турске окупације је сачувана, али не и само име везира - задужбинара. Лазар Томановић је у Новој Зети 1890. године у тексту о отварању Миркове Вароши (Подгорице) на Митровдан 1886, споменуо и Везиров мост. Написао је да је тај величанствени мост одмах до Миркове Вароши на Морачи, који је оградио неки везир прије 120 година.  По том предању, мост је онда настао око 1770. године. Павле Ровински је описао народну легенду везану за овај мост у другом тому Етнографије Црне Горе (стр. 331.).